# Ґульчево (Вишковський повіт)
Ґульчево (пол. Gulczewo) — село в Польщі, у гміні Вишкув Вишковського повіту Мазовецького воєводства.
Населення — 511 осіб (2011).
У 1975-1998 роках село належало до Остроленцького воєводства.

## Демографія
Демографічна структура станом на 31 березня 2011 року:
|          | Загалом | Допрацездатний вік | Працездатний вік | Постпрацездатний вік |
| -------- | ------- | ------------------ | ---------------- | -------------------- |
| Чоловіки | 267     | 62                 | 180              | 25                   |
| Жінки    | 244     | 51                 | 146              | 47                   |
| Разом    | 511     | 113                | 326              | 72                   |